# Комплекс з виробництва полівінілхлориду в Абу-Каммаші
Комплекс з виробництва полівінілхлориду в Абу-Каммаші – колишній виробничий майданчик на північному заході Лівії. 
Проект реалізували через державну компанію General Company for Chemical Industries (GCCI). Завод почав діяльність в 1981 році та міг продукувати 104 тисячі тонн дихлоретану, з якого далі мали отримувати 60 тисяч тонн мономеру вінілхлориду, який можливо було перетворити на 60 тисяч тонн полівінілхлориду. 
Дихлоретан отримують реакцією хлору та етилену. Хлор виробляли електролізом хлориду натрію, отриманого з розташованого неподалік соляного промислу Абу-Каммаш. Потужність майданчику по хлору становила 46 тисяч тонн, при цьому супутніми продуктами були 52 тисячі тонн каустичної соди, 9 тисяч тонн соляної кислоти, 9 тисяч тонн гіпохлориту натрію та півні обсяги водню. Стосовно етилену можливо відзначити, що з 1987-му його міг постачати лівійський завод у Рас-Лануфі.
Для забезпечення потреб комплексу та сусіднього міста Абу-Каммаш спорудили опріснювальну установку, що використовувала технологію багатостадійного випаровування (Multi Stage Flash, MSF) та мала продуктивність 100 м3 на годину.
До 1996-го майданчиком успішно керувала германська компанія Salzgeber, при цьому великі обсяги продукції експортували. Після від’їзду іноземних спеціалістів унаслідок поганого менеджменту почалась деградація обладнання і в 2010-му завод остаточно припинив роботу. 
Як засвідчують дані геоінформаційних систем, наразі на місці колишнього заводу знаходяться суцільні руїни.